# Ritual

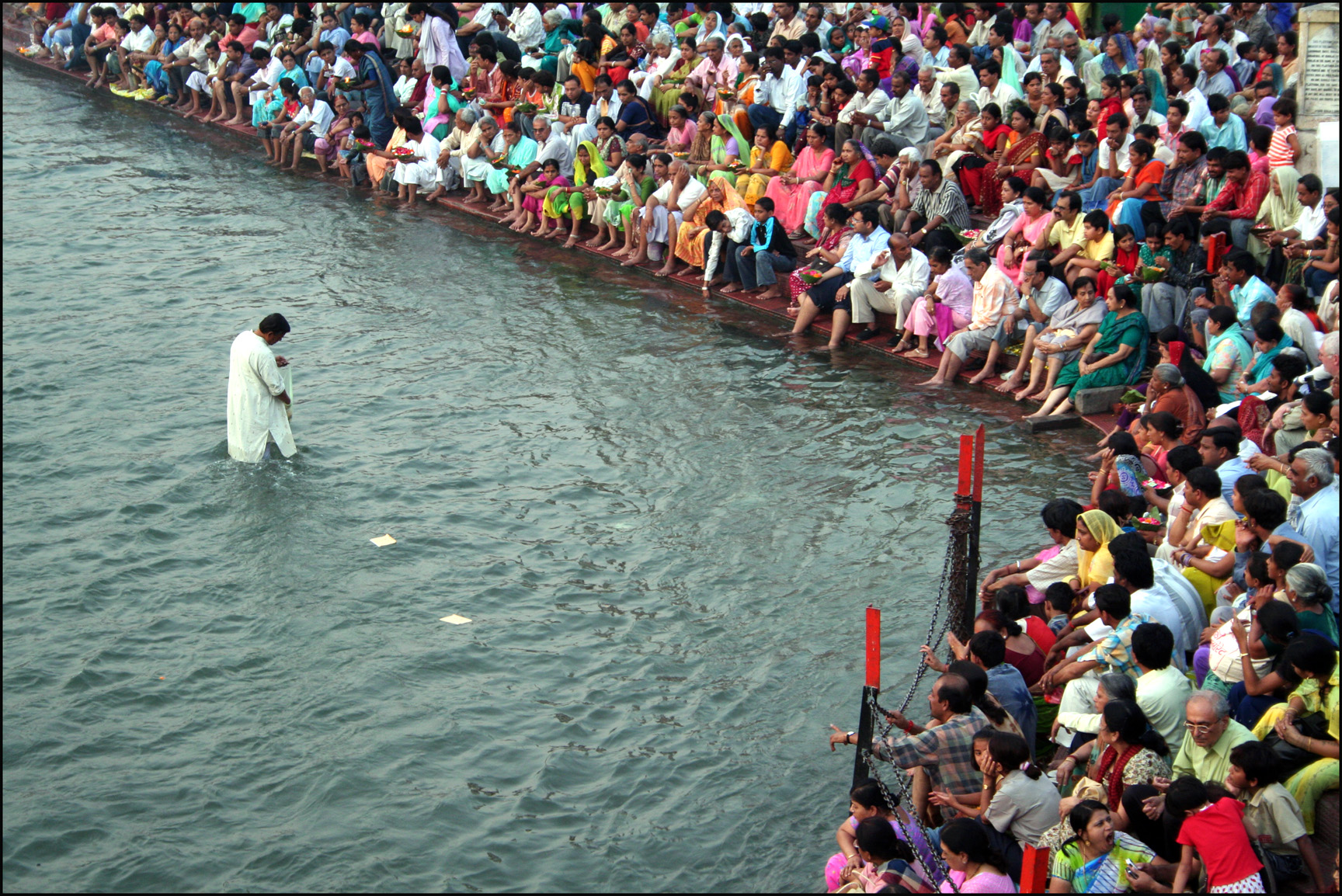
Ritual

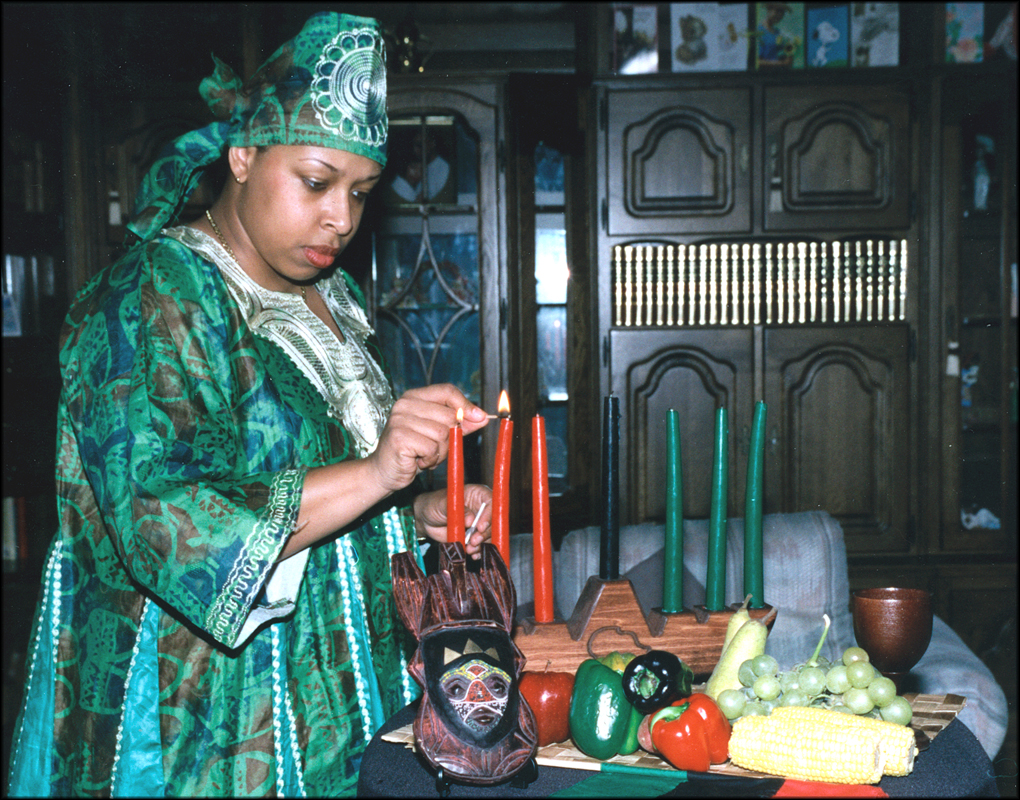

Ritualul (din latină ritus, „ceremonie, cult religios”) este un ceremonial derivat din vechi tradiții religioase, care se desfășoară după anumite reguli, (de obicei într-un cadru solemn), cu prilejul unor momente importante ale existenței umane, (naștere, botez, căsătorie, moarte), sau în legătură cu unele etape ale muncii (semănat, recoltat), ori cu succesiunea anotimpurilor, sau ocazionate de unele sărbători sau alte evenimente petrecute în cadrul unei comunități tradiționale.
La poporul român, ritualul are strânse legături cu folclorul, iar desfășurarea sa poate fi însoțită, după caz, de numeroase cântece, orații de nuntă, bocete, cântece ale Drăgaicei, ale cununiei etc.

## Legături externe
- Ritualuri Satanice Arhivat în 5 martie 2016, la Wayback Machine.
- Religia ca spectacol – ritualuri bizare în jurul lumii, 10 noiembrie 2010, Descoperă - Travel
- Cele mai dureroase ritualuri de inițiere din lume, 27 august 2010, Descoperă - Travel